# トリプトファン-2'-ジオキシゲナーゼ
トリプトファン-2'-ジオキシゲナーゼ（tryptophan 2'-dioxygenase）は、トリプトファン代謝酵素の一つで、次の化学反応を触媒する酸化還元酵素である。
L-トリプトファン + O2 {\displaystyle \rightleftharpoons } (インドール-3-イル)グリコールアルデヒド + CO2 + NH3
反応式の通り、この酵素の基質はL-トリプトファンとO2、生成物は(インドール-3-イル)グリコールアルデヒドとCO2とNH3である。補因子としてヘムを用いる。
組織名はL-tryptophan:oxygen 2'-oxidoreductase (side-chain-cleaving)で、別名にindole-3-alkane alpha-hydroxylase、tryptophan side-chain alpha,beta-oxidase、tryptophan side chain oxidase II、tryptophan side-chain oxidase、TSO、indolyl-3-alkan alpha-hydroxylase、tryptophan side chain oxidase type I、TSO I 、TSO II、tryptophan side chain oxidaseがある。